# 1980년 대한민국의 영화 목록
다음은 1980년에 개봉됐던 대한민국의 영화 목록이다.

## 목록
- 15소년우주표류기
- 30일간의 야유회
- 갑자기 불꽃처럼
- 개구장이 천사들
- 겨울사랑
- 그때 그사람
- 그여자 사람잡네
- 깃발없는 기수
- 나를 보러와요
- 난 모르겠네
- 남자 가정부
- 낯선 곳에서 하룻밤
- 내가 버린 여자 2
- 너는 내 운명
- 느미
- 달려라 풍선
- 독수리 5형제
- 두 여인
- 땅울림
- 마음 약해서
- 마지막 밀애
- 망령의 곡
- 머저리들의 긴 겨울
- 멋대로 해라
- 모모는 철부지
- 무림 5걸
- 무림 악인전
- 물보라
- 뭔가 보여드리겠읍니다
- 미워도 다시 한번
- 바다로 간 목마
- 바람불어 좋은 날
- 밤의 찬가
- 복권
- 복부인
- 불새
- 사망탑
- 삼국지
- 삼총사 타임머신 001
- 소권
- 소년 007 은하특공대
- 소림용문방
- 속 병태와 영자
- 순악질 여사
- 슬픔은 이제 그만
- 쌍웅
- 아낌없이 바쳤는데
- 아픈 성숙
- 애권
- 야성의 처녀
- 어느 여대생의 고백
- 여자의 방
- 여자의 이 아픔을
- 여자이기 때문에
- 오사까의 외로운 별
- 외인들
- 우산속의 세여자
- 우요일
- 우주대장 애꾸눈
- 월녀의 한
- 이주일의 리빠동 사장
- 잊어야 할 그 사람
- 조용히 살고 싶다
- 지옥 12관문
- 창밖의 여자
- 최인호의 병태 만세
- 최후의 증인
- 춘자는 못말려
- 타인의 방
- 통천노호
- 팔불출
- 평양맨발
- 하늘이 부를때까지
- 해뜨는 집
- 협객 시라소니 2
- 형님먼저 아우먼저
- 화려한 경험
- 휴가받은 여자

## 참고자료
- KOFIC 영화데이터베이스